# 广岛和平纪念公园
廣島和平紀念公園（日语：／ Hiroshima Heiwa Kinen Kōen）是位於日本廣島縣廣島市中區原子弹爆炸圆顶屋以外的一個免票市民公園，常簡稱為平和紀念公園或平和公園。

## 历史

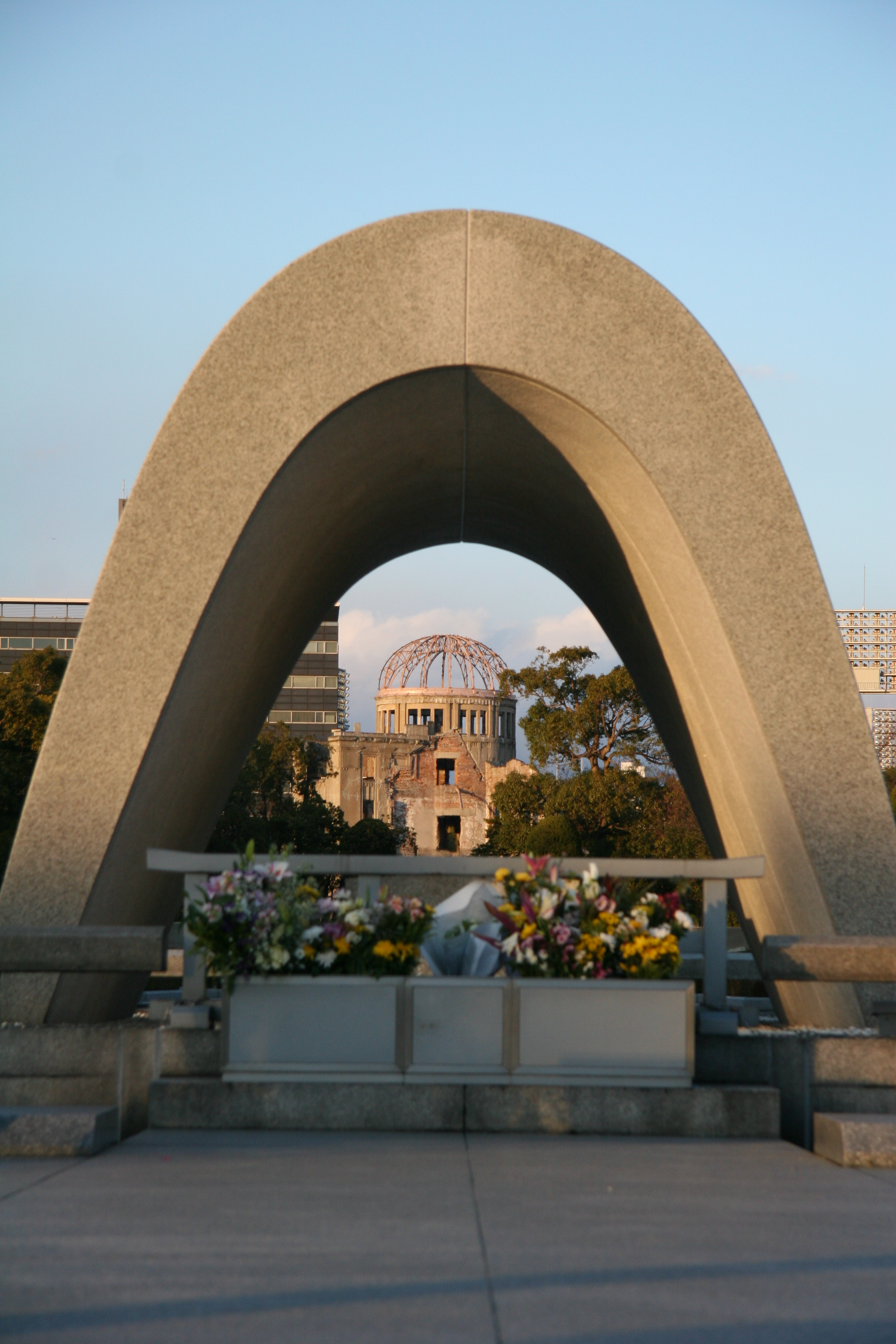
從原爆死没者慰靈碑望原子弹爆炸圆顶屋

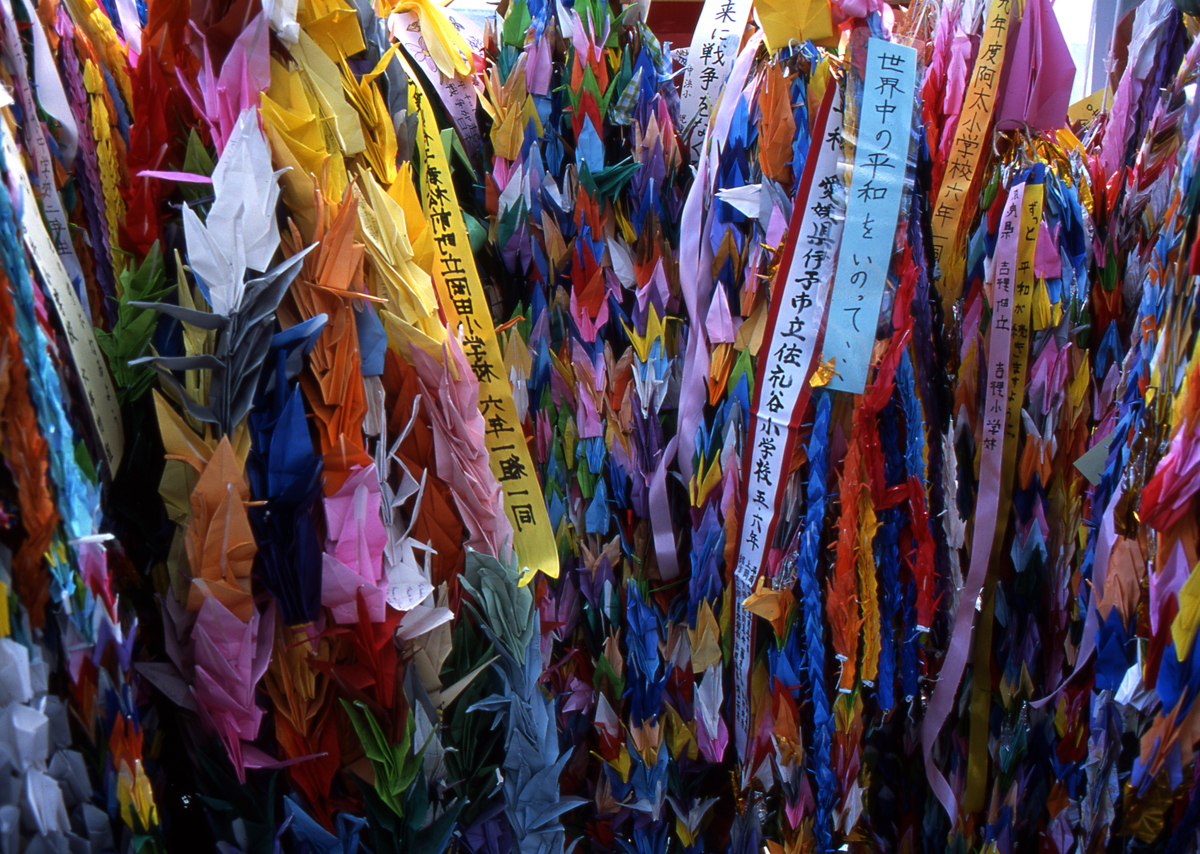
懸掛在紀念公園內的祈福紙鶴

1945年8月6日，二次大战日本投降前夕，美軍在广岛投擲原子彈，毀滅了这座城市，而加速日本投降。
1954年4月1日，該紀念公園落成，設計者為丹下健三和野口勇。此后，广岛市每年8月6日都会在這座公园舉行儀式，以悼念遇難者。

## 平和公園變遷

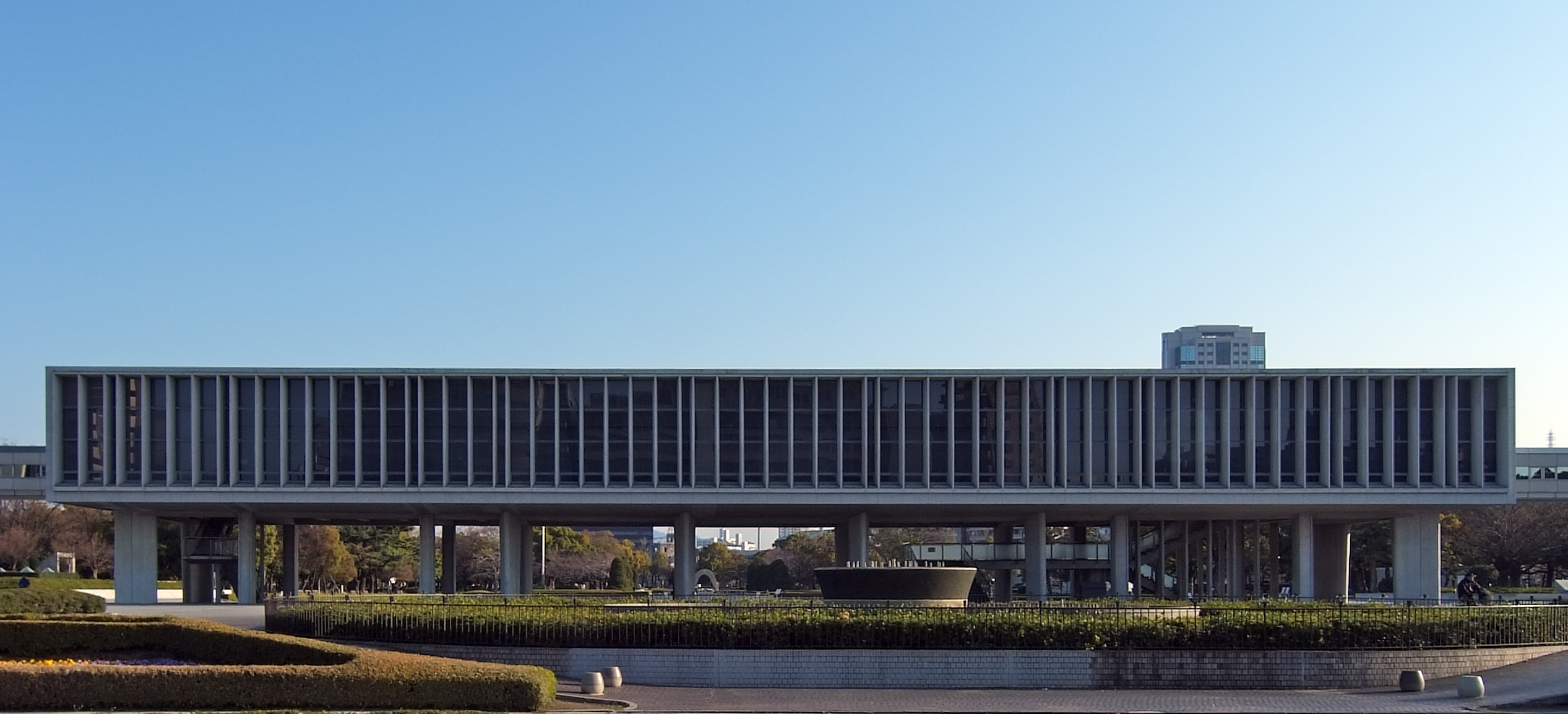
廣島和平紀念資料館主建築

- 1946年11月1日，戰告237號中指定「中島公園」（10.72ha），除原子弹爆炸圆顶屋外的地域都作為都市計劃公園。[1]。
- 1949年8月6日，制定《廣島和平紀念都市建設法（日语：広島平和記念都市建設法）》。
- 1951年8月6日，確定將現在的區域建設為公園[2]。
- 1954年4月1日，廣島和平紀念公園完成。
- 1996年12月5日，原子弹爆炸圆顶屋登錄為世界遺產。伴隨申遺成功，平和公園被指定為緩衝地域。
- 1999年，與廣島和平紀念資料館共同當選「日本近代建築20選」（DOCOMOMO JAPAN選定 日本におけるモダン・ムーブメントの建築）。
- 2002年8月1日，新建國立廣島原爆死沒者追悼平和祈念館（日语：国立広島原爆死没者追悼平和祈念館）。
- 2007年2月6日，平和公園的中央部分被指定為國之名勝。這在戰後完成的公園、庭園中尚屬首例。
- 2008年3月28日，名勝的指定部分擴大為公園全体。

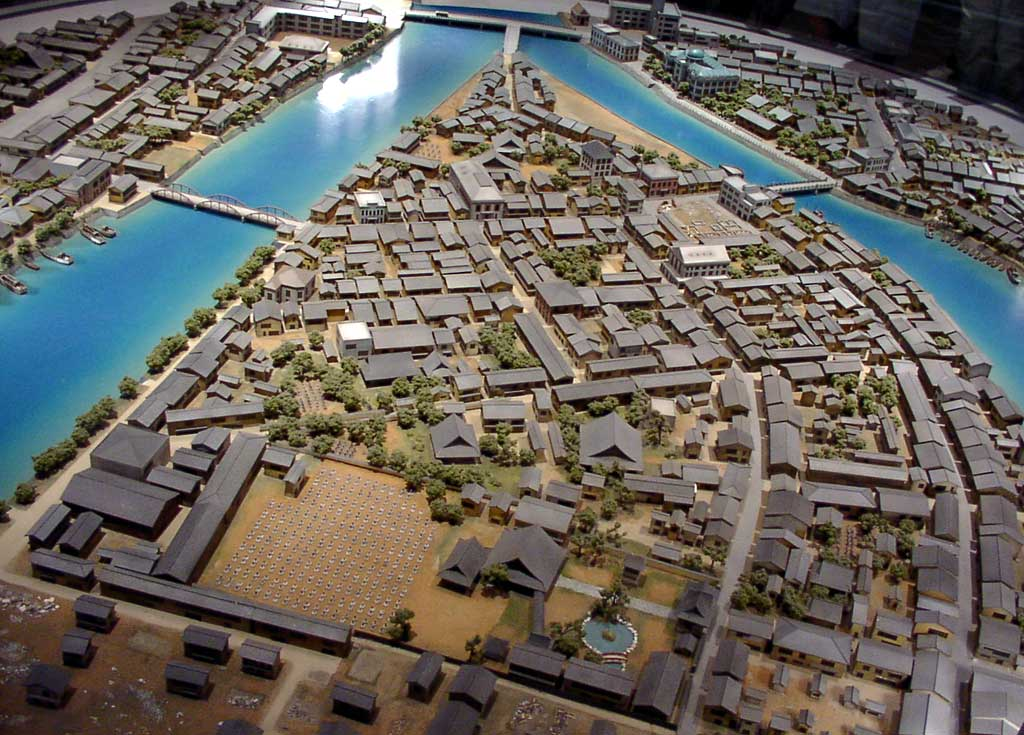
爆炸前的中島町復原模型
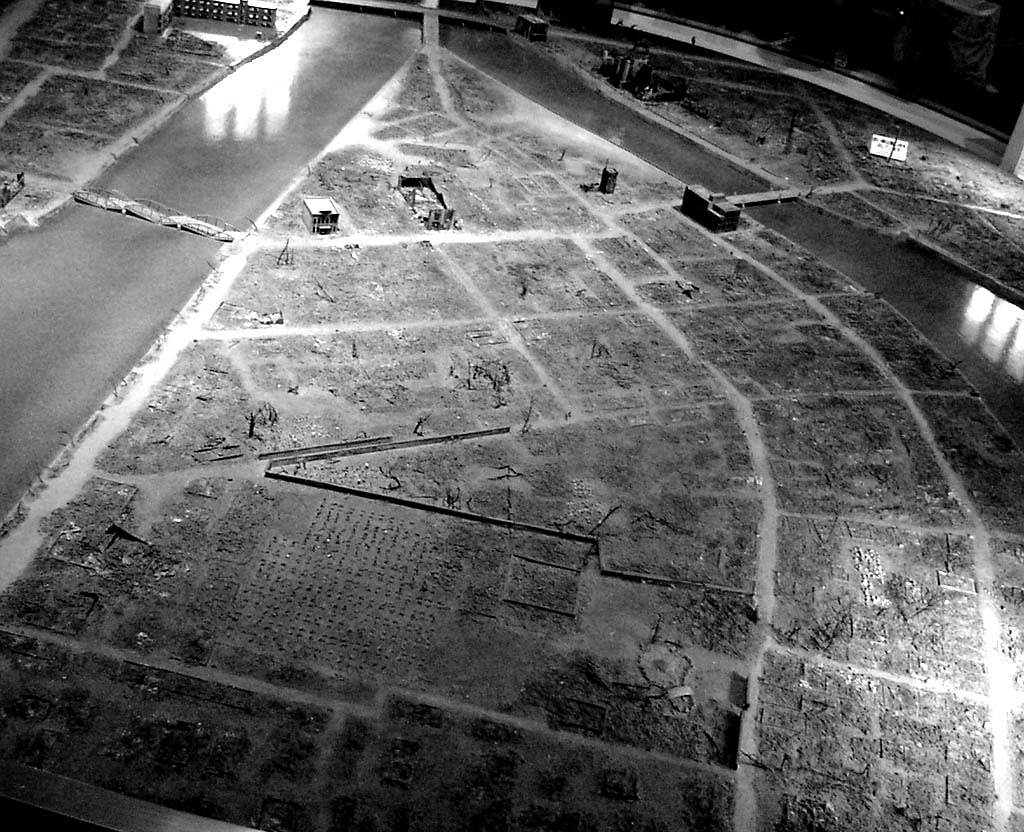
爆炸後的中島町模型
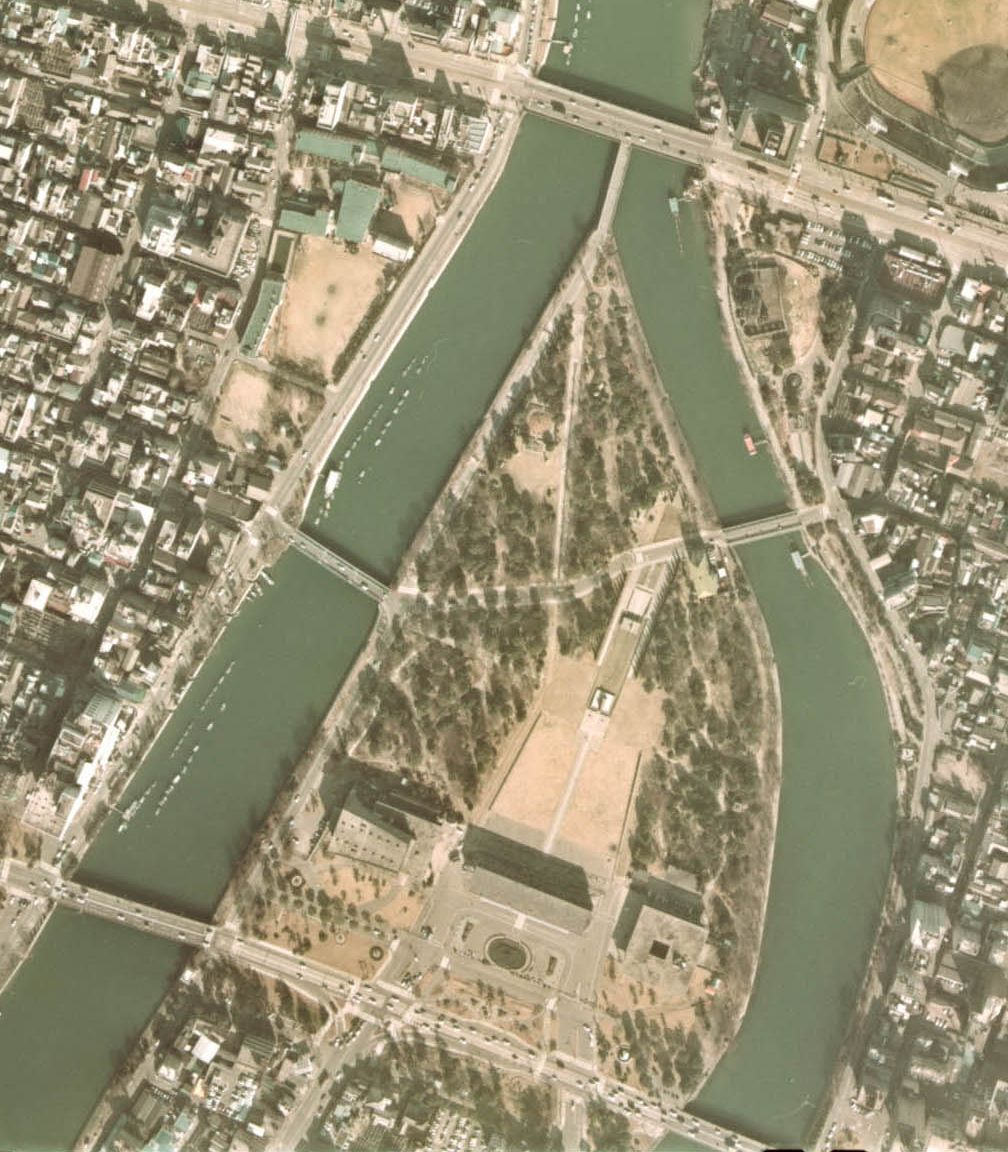
1974年
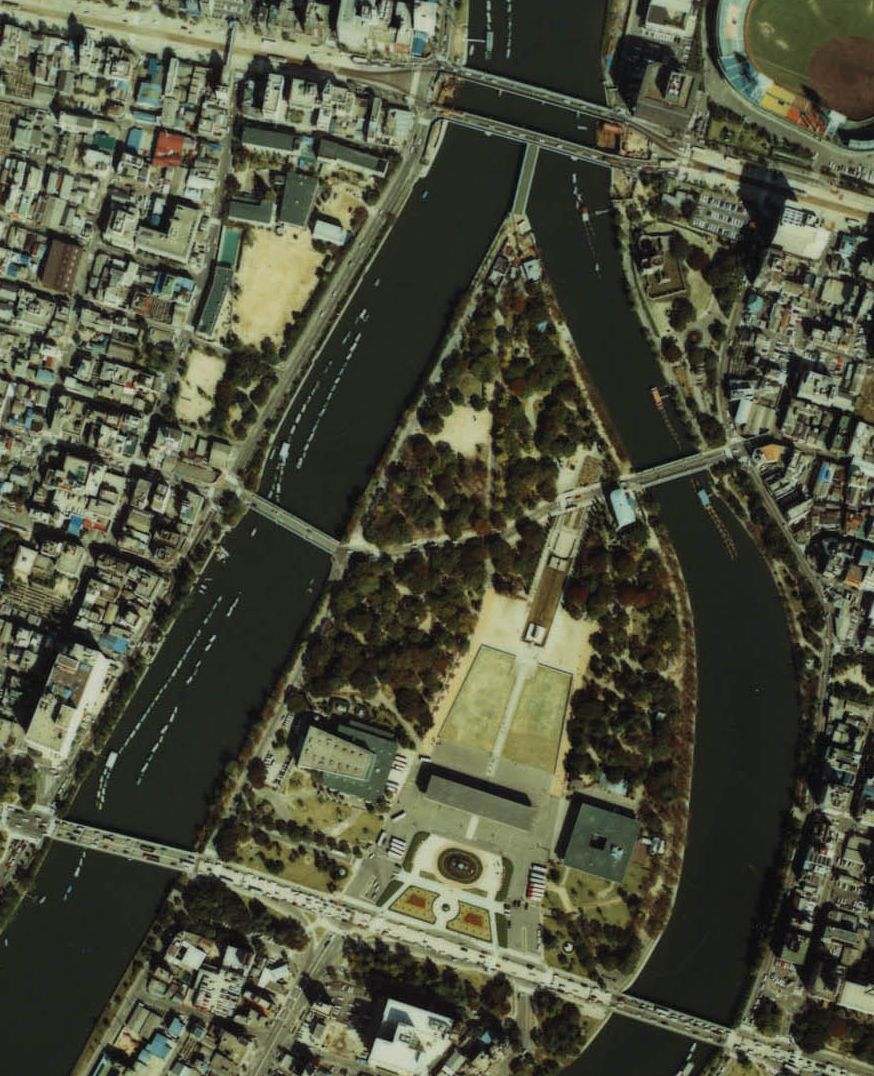
1981年，相生橋建設中
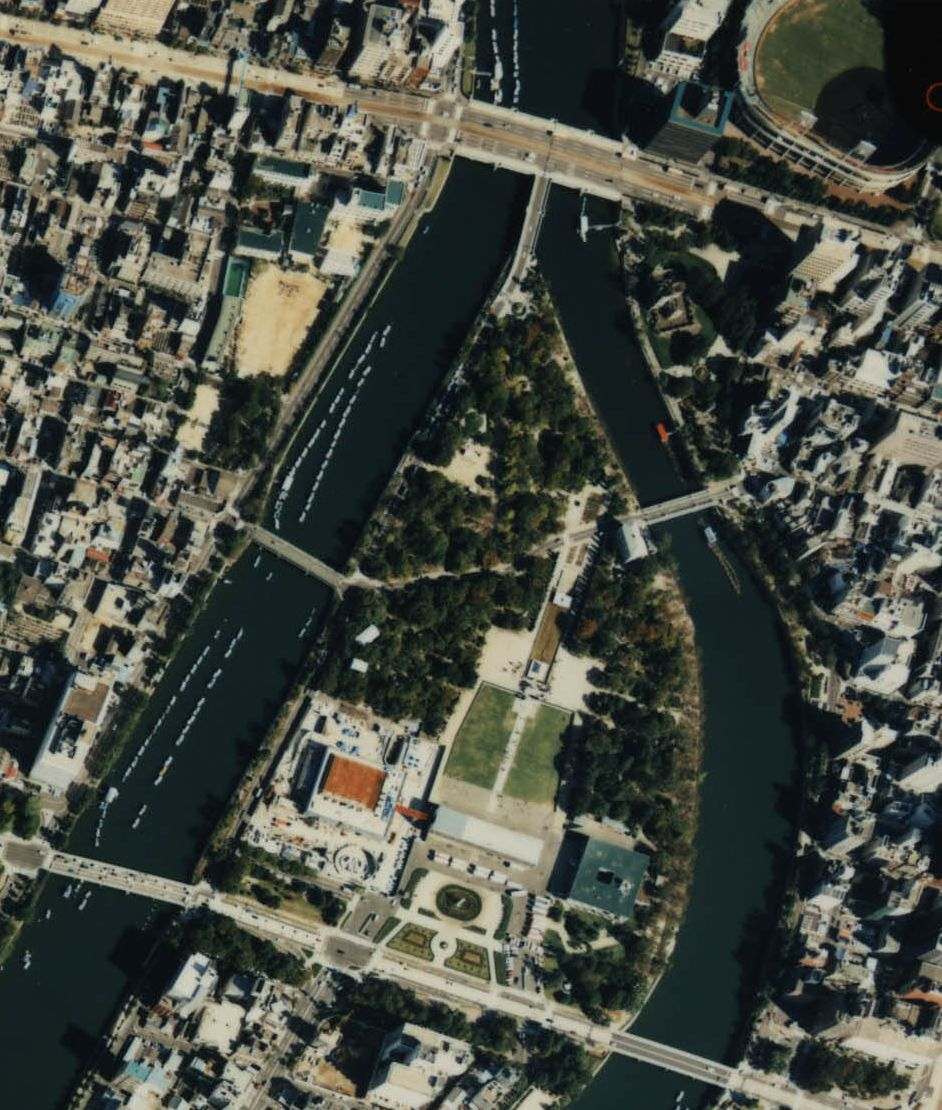
1988年，国際会議場建設中

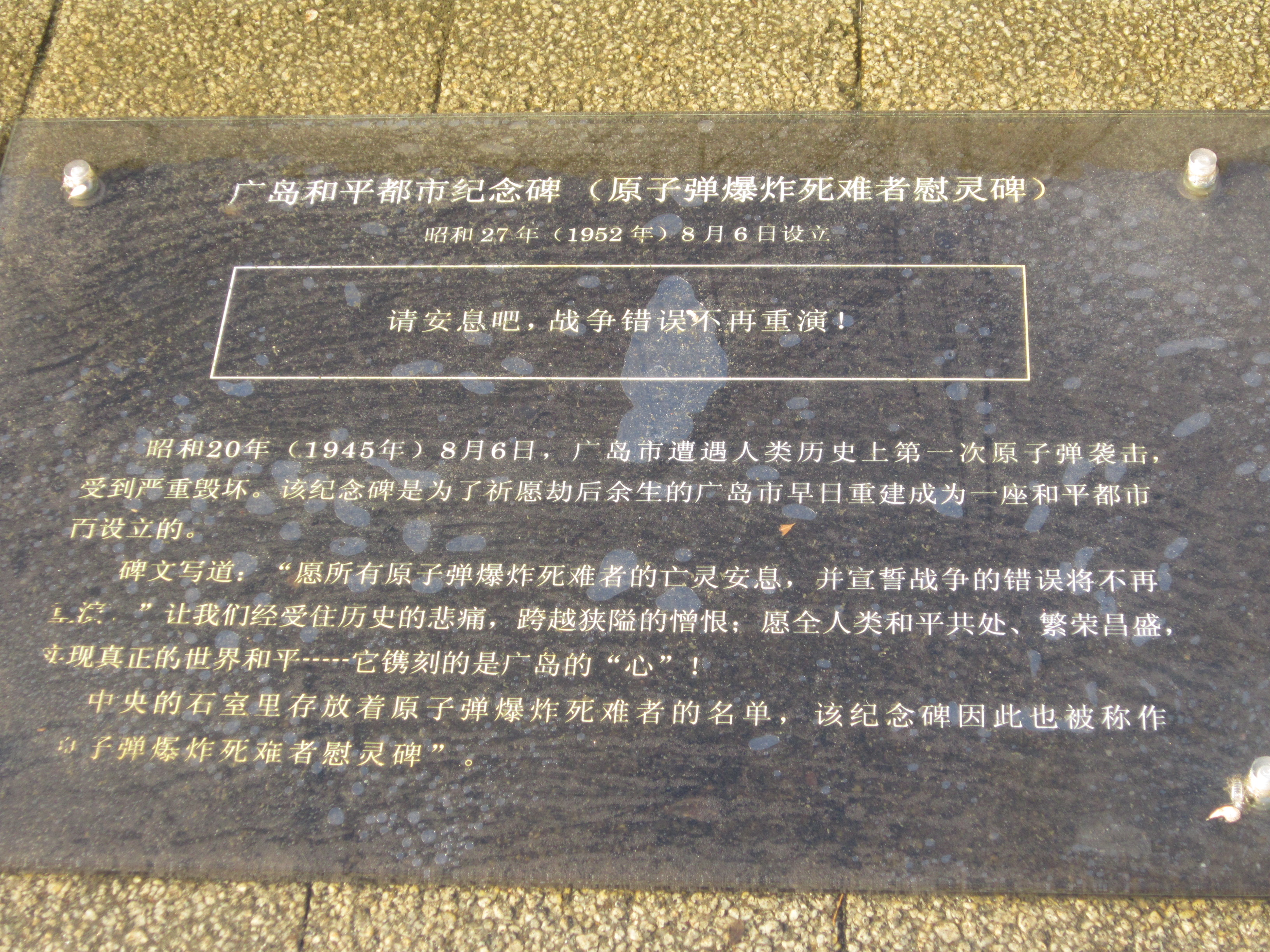
廣島和平都市紀念碑中文說明

## 設施
根據廣島和平紀念資料館官網顯示，和平纪念公园及周邊共有50多處與原子彈有關的紀念設施。

### 建築
- 原子彈爆炸圓頂屋
- 國立廣島原爆死沒者追悼平和祈念館（日语：国立広島原爆死没者追悼平和祈念館）
- 廣島國際會議場（日语：広島国際会議場）
- 廣島和平紀念資料館
- 原燃料會館（大正屋吳服店）

### 紀念館、紀念碑

#### 所有原子彈受害者的紀念碑和紀念設施
- 原爆死沒者慰靈碑（日语：原爆死没者慰霊碑）
- 原爆供養塔（日语：原爆供養塔）
- 原爆之子像
- 原爆犧牲廣島紀念碑（日语：原爆犠牲ヒロシマの碑）
- 韓國人原爆犧牲者慰靈碑

#### 當地居民紀念碑
- 平和乃観音像（中島本町町民慰靈碑）
- 舊天神町北組慰靈碑
- 材木町跡碑
- 旧天神町南組慰靈碑

#### 與學校和志願隊有關的紀念碑
- 動員學生慰靈塔
- 原爆動員学徒慰慰靈母観音像
- 原爆犠牲國民學校教師兒童紀念碑
- 廣島二中原爆慰靈碑
- 廣島市商・造船工業学校慰靈碑
- 廣島市立高女原爆慰靈碑
- 義勇隊之碑

#### 與公司、組織和公共機構有關的紀念碑
- 友愛碑（日本損害保險協會加盟会社慰靈碑）
- 全損保之碑（全日本損害保險勞働組合社員設立的慰靈碑）
- 全中國・四國土木出張所職員殉職碑
- 廣島縣地方木材統制株式会社慰靈碑
- 廣島郵便局職員殉職碑
- 原爆犠牲建設工作・職人之碑
- 廣島瓦斯株式会社原爆犠牲者追憶之碑
- 石炭關係原爆殉難者慰靈碑
- 廣島縣農業會原爆物故者慰靈碑

#### 其他
- 峠三吉（日语：峠三吉）詩碑
- 原民喜詩碑
- 马塞尔·朱诺博士紀念碑
- 諾曼·考辛斯記念碑
- 芭芭拉·倫納德·雷諾茲紀念碑
- 教皇和平呼籲紀念碑
- 嵐の中の母子像
- 地球和平監視時鐘（日语：地球平和監視時計）
- 朝鮮民主主義人民共和國歸國記念時鐘
- 被爆青桐
- 和平石燈
- 和平之鐘
- 和平鐘樓
- 和平之火（日语：平和の灯）

## 事件

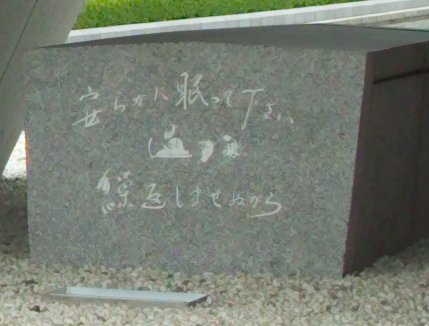
2005年受損的原爆死没者慰靈碑，「過ち」被劃掉。

- 1989年7月，公園內的「全損保勞動組合被爆20周年記念碑」從台座上被搬走，並放到廣島刑務所旁邊。大日本愛國黨廣島支部長（時年49歲）稱其碑文（為何 有那一日 為何 延續至今）[註 1]係對天皇制和資本主義的批判，並將其裝上小型貨車運走。他後來因破損器物被檢舉。
- 2001年12月，原爆死沒者慰靈碑（日语：原爆死没者慰霊碑）被塗畫，甚至用紅色油漆蓋住。
- 2002年3月，原爆慰靈碑再次被塗上油漆。
- 2003年8月，關西學院大學4年的男學生對公園的紙鶴放火，燒毀了14萬隻紙鶴。（折り鶴放火事件）
- 2003年10月，原爆慰靈碑的表面出現了油狀物質的掌印。
- 2005年7月27日，原爆死没者慰靈碑的碑文（“請安息吧，戰爭錯誤不再重演！”[註 2]）中，（錯誤）的部分被一右翼男子削去。該男子辯解稱這個詞沒有表現出對投下原子彈的美國的抗議和批判。10月26日，該男子被求刑3年，最終判處有期徒刑2年8個月。（原爆慰霊碑破損事件）
- 2006年1月11日午前7時50分頃，平和之灯、平和記念像的台座和男廁出現被塗上了（笨蛋）。廁所壁上更貼上了昭和天皇插秧的照片。
- 2007年9月24日午後11時頃，平和記念公園内一露宿的男性（56）用水果刀刺殺了另一同為露宿者的男性（63）。（平和記念公園殺人事件）
- 2010年3月11日，有人發現平和公園內有數株櫻花樹被拔去。
- 2012年1月4日，原爆慰靈碑被金色油漆塗覆，這是其第3次遭受此類事件。
- 2012年5月9日，為追悼罹難韓國人而在平和公園内種植的紅松（松科）確定爲人為拔走。
- 2014年2月26日午後11時頃，一名中國籍的中年男子在原爆死沒者慰靈碑上小解。

## 交通

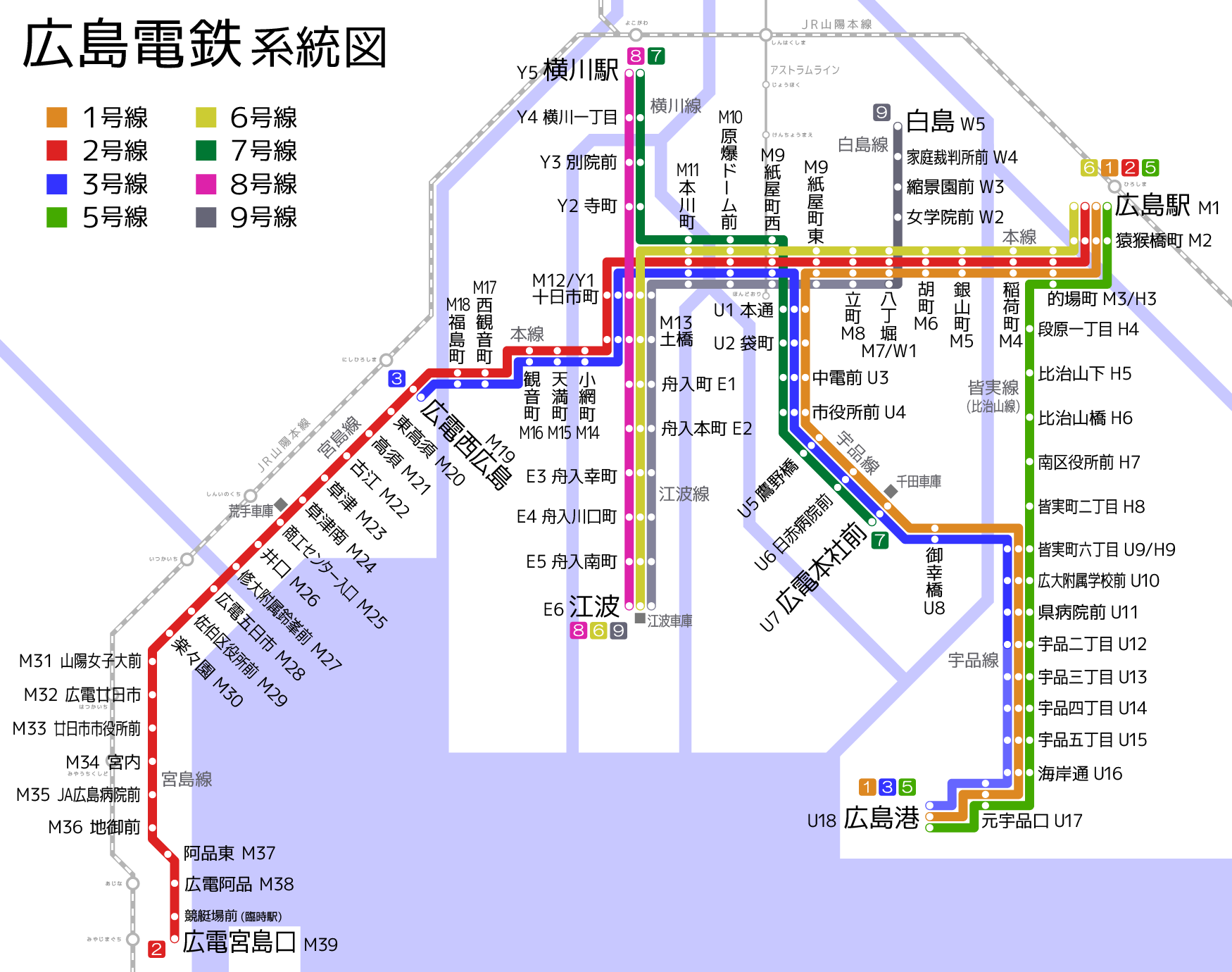
廣島電鐵系統圖。平和公園位於中部，其周邊設有數個站點。

- 廣島電鐵（有軌電車）最近的站點因具體地點而異：原子彈爆炸遺址前停留場（離原爆穹頂最近）、本通（原爆之子像、最近）、袋町、中電前（廣島和平紀念資料館最近）。
- 广岛新交通1号线最近站為本通站。

### 自JR廣島站
- 自廣島站搭乘廣島電鐵路面電車2号線方向，或6号線方向，於「原子彈爆炸遺址前停留場」下車。
- 自廣島站搭乘廣島電鐵路面電車1号線方向，於「本通」、「袋町」或「中電前」下車。
- 於搭乘廣島巴士（日语：広島バス）24号吉島線往方向。或於搭乘廣島巴士25号草津線方向，於下車（25号線亦有的，該情況下於下車）。

### 自JR橫川站
- 自橫川站搭乘廣島電鐵路面電車7号線往「廣電本社前」方向，於、或下車。

### 自JR西廣島站
- 自西廣島站徒步至廣電西廣島站。在該站搭乘廣島電鐵路面電車2号線往方向，或3号線「廣島港」方向，於下車。或乘3号線往「廣島港」方向，於、或下車。
- 自廣電西廣島站前的己斐（日语：己斐）搭乘廣島巴士25号草津線方向，於下車。25号線亦有的，該情況下於下車。

### 自廣島港
- 自電車廣島港站搭乘廣島電鐵路面電車1号線廣島站方向或3号線西廣島方向，於、或下車。或乘3号線往方向，於下車。

### 高速巴士、郊外巴士
- 自廣島巴士中心（日语：広島バスセンター）經西行徒步約5分鐘可至原爆穹頂，徒步10分鐘可至和平紀念資料館。

### 私家車
紙屋町一帶多狹窄的單行道。公園周邊有、等數個大型停車場，週六、日及節日會有擁堵。

### 其它交通手段
- 自宮島乘高速船（日语：高速船）到離平和紀念公園最近的停泊場元安棧橋（日语：元安桟橋），直行約45分鐘。

## 外部連結
- .   [2011-08-06]. （原始内容存档于2011-08-07） （日语）.
- (PDF). 広島市サイト. （原始内容 (PDF)存档于2013-05-14） （日语）.
- . 建築マップ.   [2013-02-22]. （原始内容存档于2012-03-15） （日语）.
- .   [2013-02-22]. （原始内容存档于2000-09-03） （日语）.
- (PDF).   [2013-02-22]. （原始内容存档 (PDF)于2000-09-03） （日语）.